# 대만관코박쥐
대만관코박쥐(Murina puta)는 애기박쥐과에 속하는 박쥐의 일종이다. 대만에서만 발견된다. 허턴관코박쥐의 근연종이며, 일부는 같은 종으로 간주하기도 한다.

## 특징
작은 박쥐로 몸길이가 59~61mm이고 전완장이 30~37mm, 꼬리 길이가 32~36mm이다. 발 길이는 10~11mm이고 귀 길이는 17~19mm이다. 털은 길고 부드럽다. 등쪽 털은 불그스레한 갈색이지만 배쪽은 좀더 연한 색을 띤다. 주둥이는 좁고 가늘며 길다.

## 생태
먹이는 곤충이다.

## 분포 및 서식지
대만의 토착종이다. 저산대 온대림에서 서식한다.